# ほんとうにやくにたつ機関車
『ほんとうにやくにたつ機関車（汽車のえほん27）』（ほんとうにやくにたつきかんしゃ きしゃのえほん27、原題 Really Useful Engines）は、低学年の児童向け絵本シリーズ「汽車のえほん」の第27巻である。

## 概要
1983年にイギリスで発行されたクリストファー・オードリー執筆による汽車のえほんシリーズの第27巻。4話の短編作品を収録。挿絵はクライヴ・スポングが担当。
日本ではシリーズ上陸50周年を記念し、2023年11月にポプラ社から3回目の新装版『新・汽車のえほん』の続刊として翻訳版が出版された。翻訳は故桑原三郎と清水周裕に代わり、金原瑞人が担当した。

## 成立の過程
1945年よりほぼ毎年に1冊ずつ続刊してきた本シリーズであったが、1972年の『わんぱく機関車』を最後に新作の出版は途絶えていた。年鑑などの関連書籍は刊行されていたものの、原作者のウィルバート・オードリー牧師は続編の執筆へ踏み切れずにいた。
1982年、牧師の息子であるクリストファーが、彼の息子リチャードのために「パーシー､ダック､トーマスの3じゅうれん」を創作した。そのエピソードを読んだ牧師はクリストファーに出版を勧め、シリーズの続編を託すこととなった。

## 収録作品
- どろぼうをつかまえろ! (Stop Thief!)
- パーシーとじてんしゃ (Mind That Bike)
- さかなにはきをつけて (Fish)
- パーシー､ダック､トーマスの3じゅうれん (Triple-Header)

## 登場キャラクター
テレビシリーズの機関車紹介と重複する解説は省略、本巻の内容で特筆すべきものを紹介。
メインキャラクター
- トーマス
- パーシー：この巻で初めて郵便列車を担当する様子が描かれる。
- ダック
- トップハム・ハット卿：日本語版では原語版と異なり、従来の「ふとっちょの局長」という呼び名が一切使用されていない。また、この巻のみ髭を生やしている。

サブキャラクター
- アニーとクララベル　
- バーティー：言及のみの登場。
- トム・ティッパー：ロイヤルメールの郵便配達員。
- ヘンリー
- ゴードン